# Cascades Chilnualna
Les cascades Chilnualna són una sèrie de cascades de 210 m d'altura en total, situades al Chilnualna Creek, a la zona sud del Parc Nacional de Yosemite.

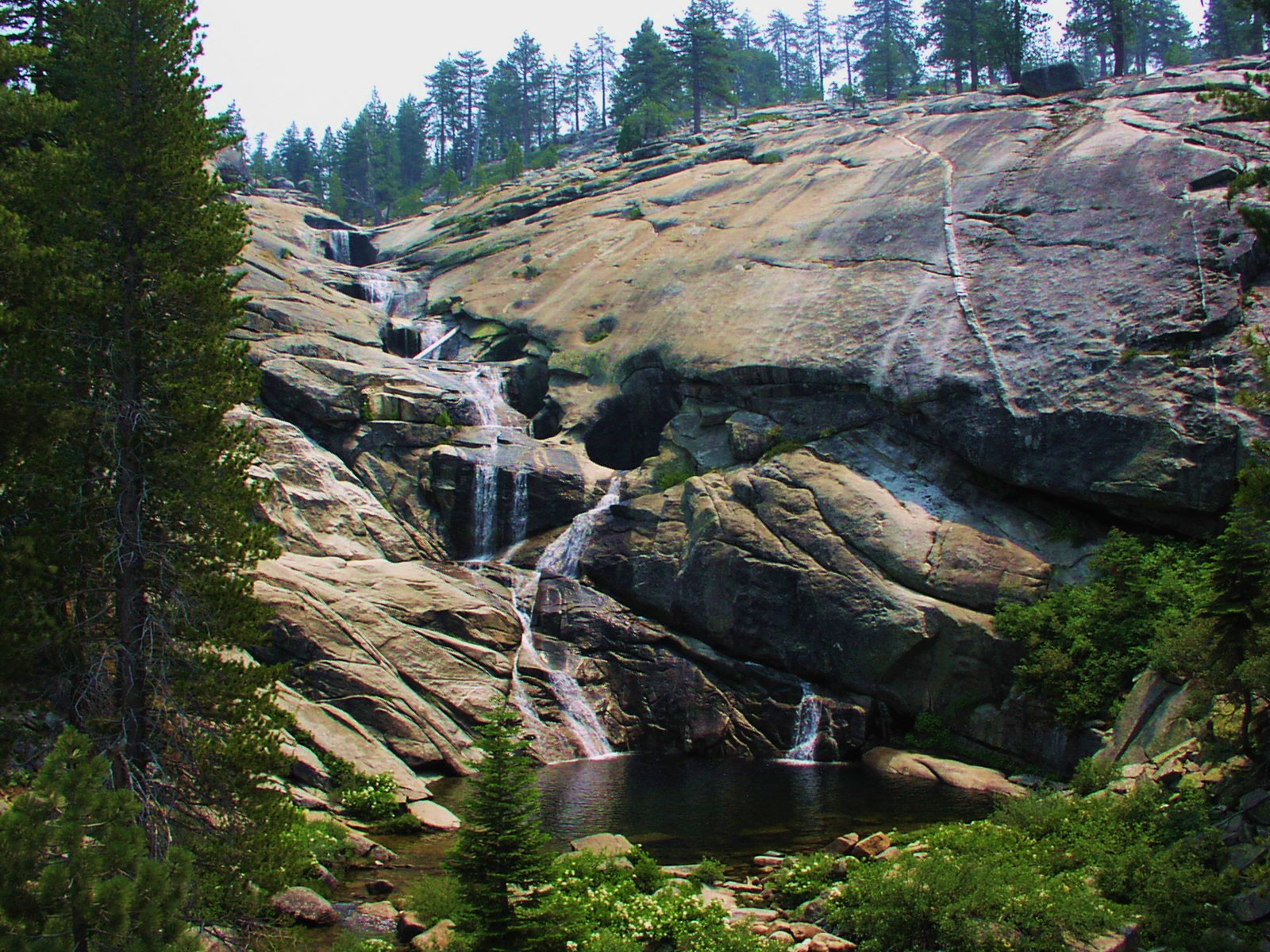
Piscina al llarg del curs de les cascades Chilnualna

Les cascades són una destinació popular d'excursions a cavall. Les cascada Chilnualna consten de cinc nivells que van des dels 9 m fins als 91 m d'altura:
- el primer nivell té 27-36 m d'altura.
- el segon nivell té 9 m d'altura.
- el tercer nivell és el més alt, i té 91 m d'altura.
- el quart nivell té 18 m d'altura.
- l'últim nivell té 54–64 m d'altura
El camí cap a les cascades es troba a l'extremitat oriental de Wawona, al final de Chilnualna Creek Road. L'elevació de la pista és d'aproximadament 1.200 m, i el camí arriba a la part principal de les cascades, a 1.900 m.